# The Last Campfire
The Last Campfire (с англ. — «Последний костёр») — это приключенческая инди-игра и головоломка, разработанная британской студией Hello Games, известной космическим симулятором No Man’s Sky. Выход игры состоялся 27 августа 2020 года для Apple Arcade, Nintendo Switch, PlayStation 4, Xbox One и персональных компьютеров Windows. В The Last Campfire, игрок берёт на себя управление персонажем — «Угольком» и путешествует среди забреженных руин, чтобы найти путь домой. По мере прохождения, игрок встречает разные локации, представленными платформерами-головоломками, а также неигровых персонажей, которым нужно помочь, решая головоломки в их собственном сознании.
Разработка The Last Campfire началась после выхода No Man’s Sky и была обусловлена желанием разработчиков «отдохнуть» за работой менее амбициозной, но «красивой и уютной» инди-игры без элементов стресса, упоминая в качестве прообразов такие инди-игры, как например Journey или Abzû. При прописании истории, разработчики обращались к идее «найти надежду в безнадёжном мире», вдохновлялись народными сказками, а также фильмами «Лабиринт» и «Тёмный кристалл». Создатели сравнили The Last Campfire с короткометражкой от Pixar, заметив, что данная игра стала их отправной точкой для разработки более амбициозного проекта, выдержанного в похожем игровом жанре.
Игра в целом получила положительные оценки со стороны игровых критиков, средняя оценка по данным агрегатора Metacritic варьировалась от 77 до 83 баллов из 100 возможных на разных платформах. Критики хвалили игру за её атмосферность, художественный стиль, трогательное повествование и музыкальное сопровождение, оценки головоломок были разными, часть критиков похвалили их за большое разнообразие, а часть сочли посредственными. Также некоторые критики жаловались на проблемы с производительностью на Nintendo Switch и игровых приставках.

## Игровой процесс
The Last Campfire представляет собой платформер и головоломку, с прохождением на пять часов, где игрок управляет персонажем по имени Уголёк (англ. Ember), решает различные задачи, чтобы продвинуться дальше или проходить мини-уровни, чтобы помочь другим уголькам. Игра предлагает разнообразные механики головоломок: чаще всего требуется перекатывать круглые платформы или перемещать платформы с помощью рычага или бегового колеса. Другие задачи включают в себя перемещение статуй и помещение их на особые стелы, изменение направления света, с помощью установки или вращения линз, избегание платформ с ветром, которые могут потушить огонь, заманивание свиней с помощью фруктов, перекладывание металлических труб для направления тепла внутри них и так далее. На некоторых локациях требуется перемещаться с помощью лодки.

В игре для прохождения требуется решать разнообразные головоломки

В середине прохождения, уголёк получает особый музыкальный инструмент, с помощью которого можно перемещать особые платформы. На данной механике завязаны головоломки в конце прохождения, например уголёк может перемещать лестницы, кубы, особые цепи, которые должны например полностью покрыть ячейки одного цвета и так далее. Всего игра, не считая ряд локаций, например обиталище «птиц», представлена тремя основными уровнями с голубым костром в центре, для его завершения, игрок должен пробудить восемь «покинутых», после чего, ему открывается путь на новые уровни. В игре также имеется «исследовательский режим», исключающий головоломки и позволяющий только изучать игровой мир.
Повествование и диалоги сопровождаются закадровым женским голосом (Рэйчел Август). Согласно сюжетной линии, управляемый игроком «Уголёк» сбивается с пути, отрывается от своей группы и пытается найти путь обратно. Пол персонажа неизвестен, в английской версии игра использует для уголька местоимение они/их. Действие игры происходит в неизвестной вселенной, мире, наполненным следами неизвестной развитой цивилизации, к которой угольки имеют непосредственной отношение. Однако в этом увядающем мире, оставшиеся угольки всё больше впадают в отчаяние и потеряв внутренний огонь, обращаются в камень, становясь «покинутыми», длительное пребывание в таком состоянии окончится безвозвратной смертью. Уголёк также встречает множество останков «покинутых». Одна из задач управляемого уголька заключается в том, чтобы проникнуть в их внутреннее сознание и вернуть им внутренний свет. Сознание представлено карманным измерением и головоломкой, где игрок, успешно решив задачу сможет подобраться к запертому в клетке пламени. Путешествуя, уголёк встречает разных игровых персонажей, которым может помочь, например накормить короля свина, или найти ингредиенты черепахе-повару.
По пути уголёк сталкивается с «птицами» под руководством «лесного духа», утверждающими, что основали безопасное место для угольков, и где они не станут покинутыми, но на деле же «птицы» создали тюрьму, в которой удерживают угольков, управляемому персонажу удаётся обмануть их и сбежать. Всё время, за героем с далека следит уголёк в рыжем плаще. В самом конце, уголёк узнаёт, что лесной дух «умер» и затем обнаруживает, что на деле же он был марионеткой, которой управлял следивший за героем уголёк в рыжем плаще. Он, наблюдая за героем, осознал ошибочность своих действий и сам впал в отчаяние, обратившись в камень. Игровой персонаж приводит его в чувство и предлагает вместе закончить путь. В самом конце демонстрируется кат-сцена, где главный герой и все остальные освобождённые ими угольки достигают конечной цели — «последнего костра».

## Разработка
Созданием игры занималась британская независимая студия Hello Games, известная прежде всего космическим симулятором No Man’s Sky. Разработка The Last Campfire пришла из идеи создать мобильную игру, на iOS ещё в 2015 году. Разработчики сравнили разработку и поддержку No Man’s Sky с «безумным путешествием», признавшись, что работа над непосильно амбициозным проектом, ошибки, допущенные при рекламе игры и последовавшая агрессия игрового сообщества из-за завышенных ожиданий стала для команды источником сильного стресса и ударом по их психическому здоровью, даже несмотря на то, что на протяжении следующих нескольких лет, отношение к игре заметно улучшилось. По этой же причине команда решила, что их следующий проект будет не таким амбициозным, а будет представлять собой скромную, но красивую и качественную инди-игру, передающую чувство домашнего уюта. Разработка The Last Campfire наоборот велась в неспешном и спокойном темпе, а разработчики признались, что она стала их любимым проектом.

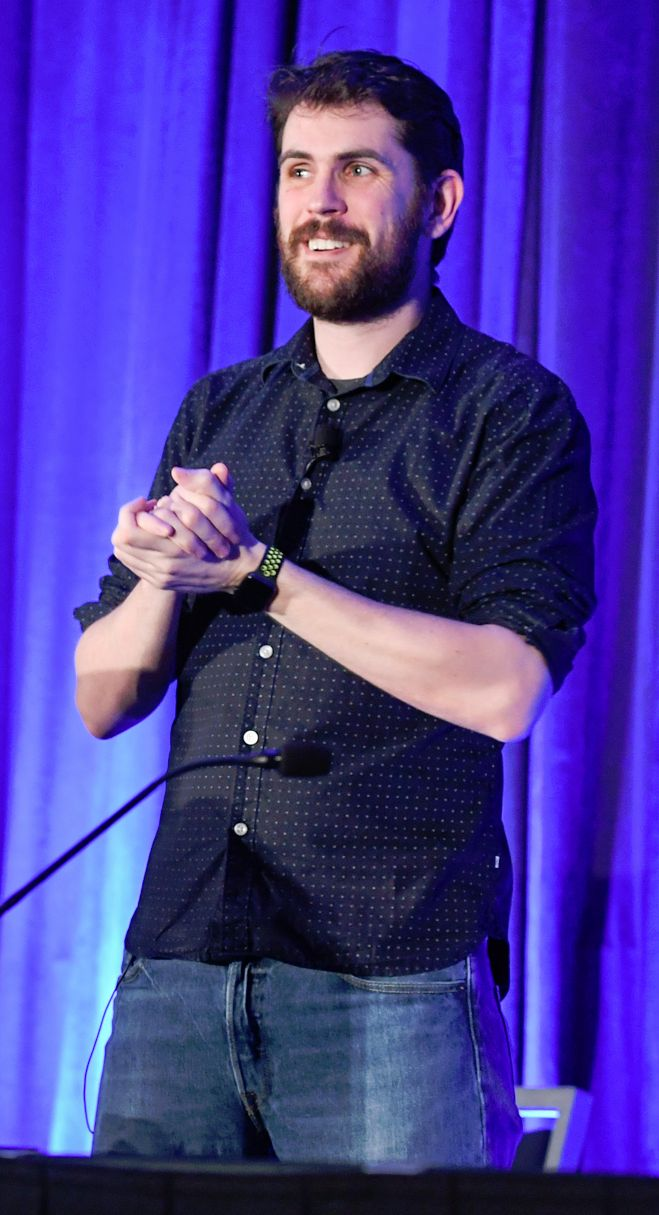
Разработкой руководил Шон Мюррей

Мюррей заметил, что в данной игре разработчики имели возможность воплотить творческие идеи и поработать над «совершенно чем то совершенно новым». Одновременно разработчики признались, что за время разработки The Last Campfire их команда достаточно «отдохнула» и пополнилась новыми сотрудниками, поэтому уже к концу разработки The Last Campfire, они принялись работать над новым амбициозным проектом, инди-игрой, делающей особый акцент на атмосферности и оригинальном игровом дизайне. Саму игру The Last Campfire они назвали отправной точкой и сравнили с «короткометражкой от Pixar». Однако команда не знает, будет ли их будущая игра преднозначаться для мобильных устройств.

### Дизайн
Управление в игре создавалось с ориентиром на использование сенсорного экрана, непосредственно её разработкой занимались Стив Берджесс, Крис Саймондс и Джеймс Чилкотт. Все они раннее работали на студию Frontier Developments, выпустили игры LostWinds и её продолжение LostWinds 2: Winter of the Melodias. Стив Берджесс занимался программированием, Крис Саймондс, художественным оформлением, а Джеймс Чилкотт — дизайном уровней. Музыкальное сопровождение к игре написал Пол Вейр. К концу разработки, команда постаралась адаптировать игру на как можно большее количество платформ, например Windows, Nintendo Switch или PlayStation 4. Стивен Берджесс также отвечал за прописание сюжетной линии в игре, в частности он заметил, что идея сюжета The Last Campfire родилась из его детских воспоминаний об исследовании леса за пределами дома. Разработчики пришли к идее создать игру в жанре атмосферной головоломки, где персонаж медленно блуждает по «заколдованной местности», на подобии игр Journey, Abzû или Brothers: A Tale of Two Sons. Однако такое решение сначала было принято со спорами к кругу команды разработчиков главным образом из-за «перенасыщения» подобных игр на рынке мобильных игр. Шон Мюррей, один из разработчиков настаивал на обратном, утверждая, что качественных игр данного жанра и с развёрнутой историей по прежнему очень мало, и создав качественный продукт, игра имела неплохие шансы на коммерческий успех. Также разработчикам оказали помощь представители Apple в обмен на эксклюзивный выпуск мобильной версии на Apple Arcade. Художественный стиль игры был разработан таким образом, чтобы оставить впечатление простой и «детской» анимации, однако продемонстрировать красочное и богатое на мелкие и разнообразные детали окружение. Мюррей описал представленный мир, как «одновременно очаровательный и мрачный». Команда описала свою игру, как приключенческую, но наполненную разнообразными головоломками. Берджесс заметил, что разработчики подошли нестандартными способом к дизайну уровней и головоломок, заметив, что если как правило игры-квесты предлагают всё более сложные версии одних и тех же головоломок, то The Last Campfire почти сразу вводит множество разнообразных головоломок и каждый уровень комбинирует их по разному: «это почти как шведский стол из всех видов логических головоломок»

### История
Берджесс стремился создать историю, которая могла быть интересной, как детям, так и взрослым, создав увлекательную приключенческую игру в духе сборника рассказов, и которая до самого конца преподносит сюжетные сюрпризы, не позволяя игроку предугадать развязку истории. Разработчики в частности вдохновлялись народными, детскими сказками, а также творчеством Брайана Фрауда, в частности его дизайном персонажей из фильмов «Лабиринт» и «Тёмный кристалл». Угольки и прочие персонажи говорят на условном языке, который «переводится» закадровым женским голосом. Его озвучила Рэйчел Август, актриса британско-скандинавского происхождения, при этом актриса говорит с выраженным шотландским акцентом. The Last Campfire стала одной из «самых серьёзных» игр для Apple Arcade, исследуя темы, связанные с печалью, смертью, переменами, страхом перед неизвестным, помощью другим и самоотверженностью. Борджес описал настроение игры, как «мягкий оптимизм» и заметил, что данная тема приобретает особенную важность в свете пандемии из-за коронавируса — «найти надежду в безнадёжном мире». Мюррей, один из разработчиков заметил, что история завязана на идее того, что главный герой встречает персонажей, испытывающих печаль и помогает им побороть эту печаль через сострадание. Уголёк не обладает мужским или женским полом, а в игре для персонажа используется местоимения они/их: «Уголёк — определённо загадочный персонаж, обладающие решительным духом, но единственное, что нам известно о них, это то, что они ищут дорогу домой и этот поиск приведет их к последнему костру». Хотя уголёк внешне напоминает безобидную игрушку, это на самом деле аллегория на покинутого и потерянного человека. Разработчики старались сохранить в определённой мере абстрактность истории, заметив, что она, как и «любая хорошая сказка, должна оставлять почву для разных интерпретаций... Для нас было важно, чтобы каждый игрок смог извлечь собственные выводы из истории, это также важно, как и сама игра».

## Анонс и выход
Впервые о разработке игры стало известно ещё в декабре 2018 года, тизер игры был упомянут на мероприятии The Game Awards 2018, однако в течение следующего года, Hello Games не раскрывала детали разработки. Молчание было прервано после демонстрации трейлера игры на выставке Indie World Showcase Nintendo в марте 2020 года. Разработкой игры занималась студия Hello Games, известная выпуском No Man’s Sky. Создатели описывали The Last Campfire, как «возвращение к корням», временам разработки мобильных игр до No Man’s Sky, а создание игры велось параллельно с поддержкой космического симулятора.
Изначально, игра должна была выйти летом 2020 года, но она была перенесена на осень по неназванным причинам. При этом, о предстоящем выпуске игры разработчики объявили 26 августа в своём блоге, всего за день до выхода и даже не оповестили об этом ведущих Gamescom, которые всё таки продемонстрировали игру в своём прямом эфире.
Выход игры состоялся 27 августа 2020 года для Apple Arcade, Nintendo Switch, PlayStation 4 и Xbox One. Версия для Windows вышла изначально эксклюзивно в Epic Store. Разработчики отдельно признались, что были рады выпустить игру для Apple Arcade, заметив, что их портфолио превратилось в «удивительно широкий выбор игр премиум-класса, которым позавидовала бы любая платформа... мы потратили много времени, чтобы убедиться, что наша игра также не уступает им по качеству, а опыт игры на устройствах iOS чувствовался естественным».

## Критика
| Сводный рейтинг       | Сводный рейтинг | Сводный рейтинг | Сводный рейтинг | Сводный рейтинг | Сводный рейтинг |
| Издание               | Оценка          | Оценка          | Оценка          | Оценка          | Оценка          |
| Издание               | iOS             | Switch          | PC              | PS4             | Xbox One        |
| --------------------- | --------------- | --------------- | --------------- | --------------- | --------------- |
| Metacritic            | 81/100          | 81/100          | 77/100          | 77/100          | 83/100          |
| Иноязычные издания    |                 |                 |                 |                 |                 |
| Издание               | Оценка          | Оценка          | Оценка          | Оценка          | Оценка          |
| Издание               | iOS             | Switch          | PC              | PS4             | Xbox One        |
| Eurogamer             |                 |                 | 8/10            |                 |                 |
| GameSpot              |                 | 8/10            |                 |                 |                 |
| Jeuxvideo.com         |                 | 16/20           | 16/20           | 16/20           | 16/20           |
| Nintendo World Report |                 | 8,5             |                 |                 |                 |
| OPM                   |                 |                 |                 | 70 %            |                 |
| Pocket Gamer          | [ 12 ]          |                 |                 |                 |                 |

Игра в целом получила положительные оценки со стороны игровых критиков, средняя оценка по данным агрегатора Metacritic варьировалась от 77 до 83 баллов из 100 возможных на разных платформах. The Last Campfire получила статус рекомендовано от редакции Eurogamer.
Часть критиков оставили восторженные отзывы, назвав игру очаровательной, её игровой процесс тёплым, простым, уютным, а художественную и повествовательную эстетику красивой, великолепной, трогательной, с острым посланием. Например представитель Nintendojo признался, что закончил прохождение к восходу солнца и его одолела сильная меланхолия. «Игры не часто поражают меня эмоционально, но это был тот самый случай. Вдумчивый и наводящий на размышления путь, то, чего так не хватает в отрасли [игровой индустрии]». Представитель NintendoWorldReport назвал The Last Campfire «великолепной разработанной приключенческой головоломкой, в которой множество простых механик объединяются невероятным образом», однако критик указал на ряд проблем, связанных с производительностью на Nintendo Switch. Критик GameSpot также заметил, что в отдельности, головоломки не отличаются оригинальностью, но игровые уровни извлекают из них максимальную выгоду и комбинируют оригинальным способом, гарантируя отсутствие повторений на протяжении всей игры. Оригинальная история и в меру представленный юмор позволяют игроку в своём воображении заполнять пробелы устройства мира, наблюдая за его красочными пейзажами, критик в целом назвал The Last Campfire расслабляющим и приятным опытом.
Серхио Веласкес с сайта Pocket Gamer назвал The Last Campfire увлекательной, приключенческой, но и душевной игрой. Он заметил, что она буквально «испещрена» головоломками, которые критик похвалил за большое разнообразие, хотя назвал недостаточно сложными и порой повторяемыми, тем не менее они определённо придутся по душе поклонникам жанра головоломок. Веласкес также похвалил игру за исследовательский аспект, предоставленную историю и обилие разнообразных персонажей и секретов. «Игра поражает своими потрясающими визуальными эффектами, а каждая посещаемая область не похожа на предыдущую, даже внешне одинаковые „покинутые“ обладают разными личностями».
Некоторые критики отдельно похвалили музыкальное сопровождение к игре, например представитель Playstation Universe заметил, что «Окружающий мир, персонажи... всё так хорошо, чисто продуманно и было приятно провести несколько часов, блуждая по этому уникальному миру. Музыка действительно связала вышеописанные аспекты, мягкие мелодии, сыгранные на пианино и скрипке действительно усилили эмоциональный тон пронзительной истории». Критик NintendoWorldReport также назвал мелодии замечательными и разнообразными, и никогда не повторяющимися, «они точно знают, когда отступить, и когда выйти на первый план. Кажется, что у каждой области есть своя звуковая тема, поэтому я почти никогда не слышал дважды один и тот же трек».
Часть критиков оставили смешанные отзывы, например представитель Everyeye назвал The Last Campfire хорошо выполненной игрой, но слишком короткой и тривиальной. Рецензент сайта Vandal заметил, что за красивой музыкой и художественным оформлением прячется достаточно посредственная головоломка с достаточно банальной историей. Критик заметил, что The Last Campfire подойдёт скорее для тех, кто хочет расслабиться, но не для тех, кто ищет испытания. Художественный стиль критик также счёл довольно вторичным, заметив, что к такому стилю обращалось уже множество игр, например Journey или Monument Valley. Рецензент сайта Pushsquare также указал на неоригинальность и лёгкость головоломок и даже введение музыкального инструмента не спасает ситуацию. Также обозревая версию для PlayStation 4, критик указал на падение игровых кадров при взаимодействии с персонажами.

## Внешние ссылки
- thelastcampfiregame.com — официальный сайт The Last Campfire